# 小山田緑地
小山田緑地（おやまだりょくち）は、東京都町田市に所在する都立公園。

## 概要
1990年（平成2年）6月1日開園。東京国際カントリー倶楽部ゴルフ場で分断され、本園、梅木窪分園、大久保分園、山中分園に分かれている。計画面積は約1,468,000 m2のうち、約444,364.04m2が部分開園している。

## 施設
本園
- 小野球場（軟式野球場、有料施設）
- 運動広場（小山田の牧）
- みはらし広場

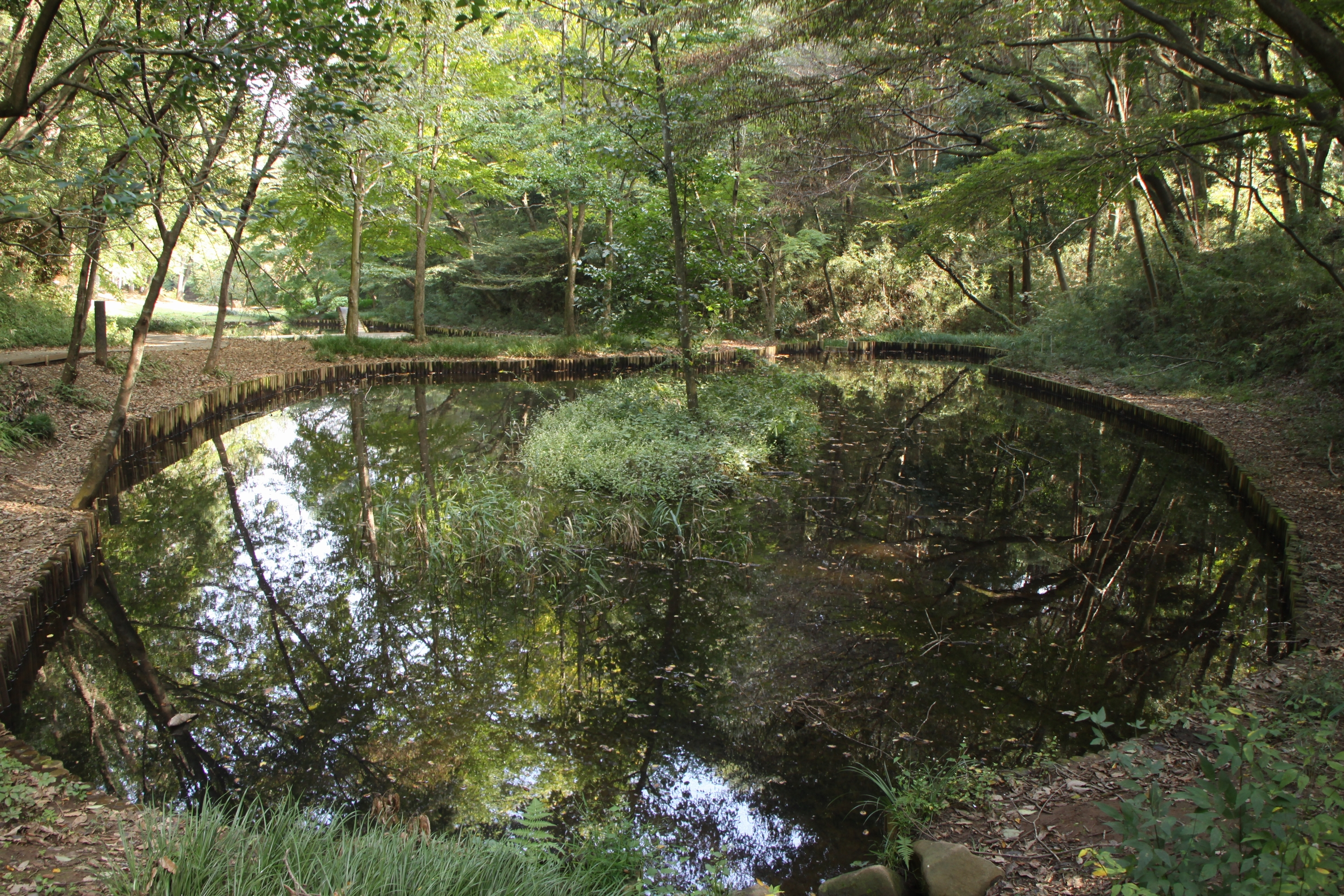
上池

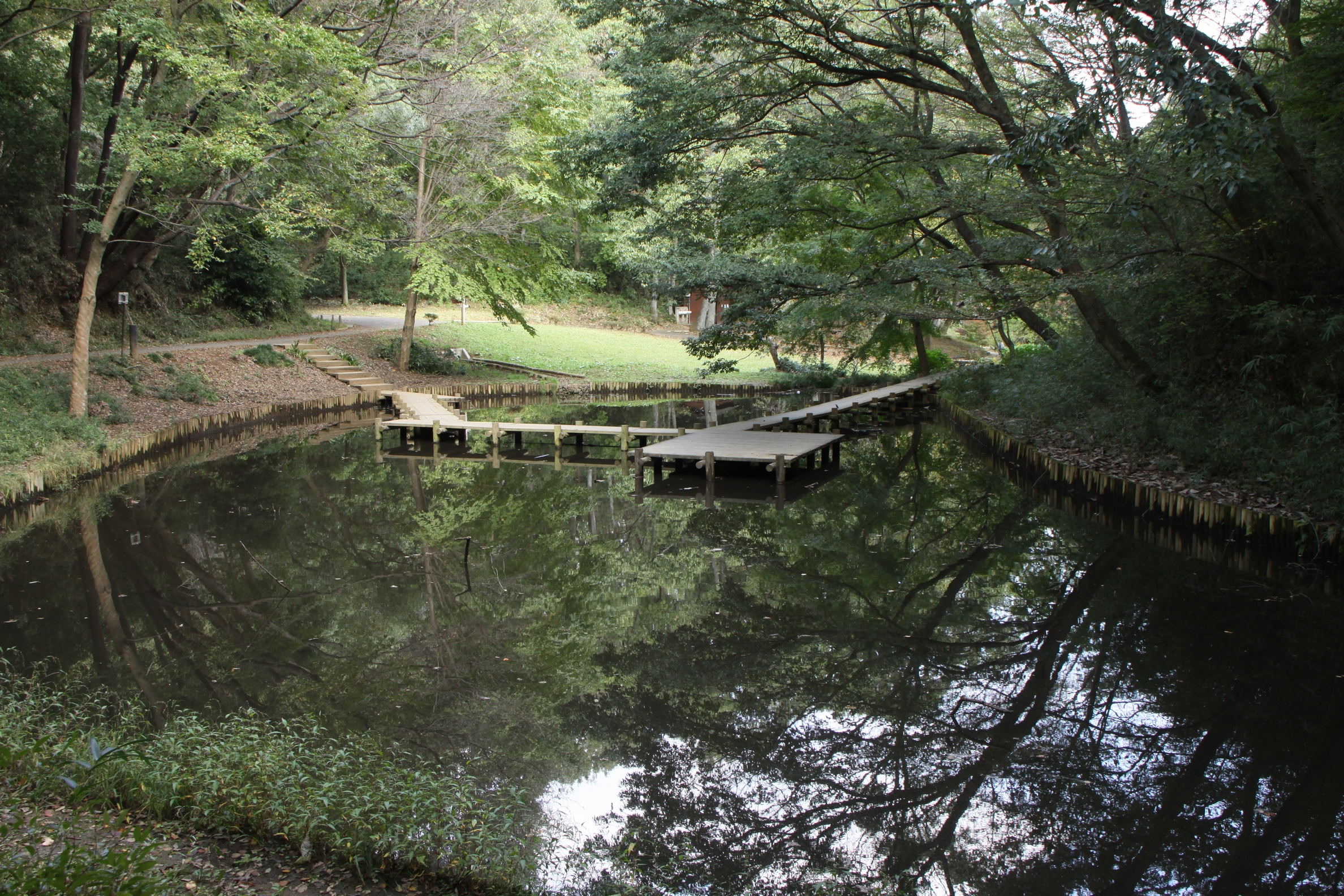
下池

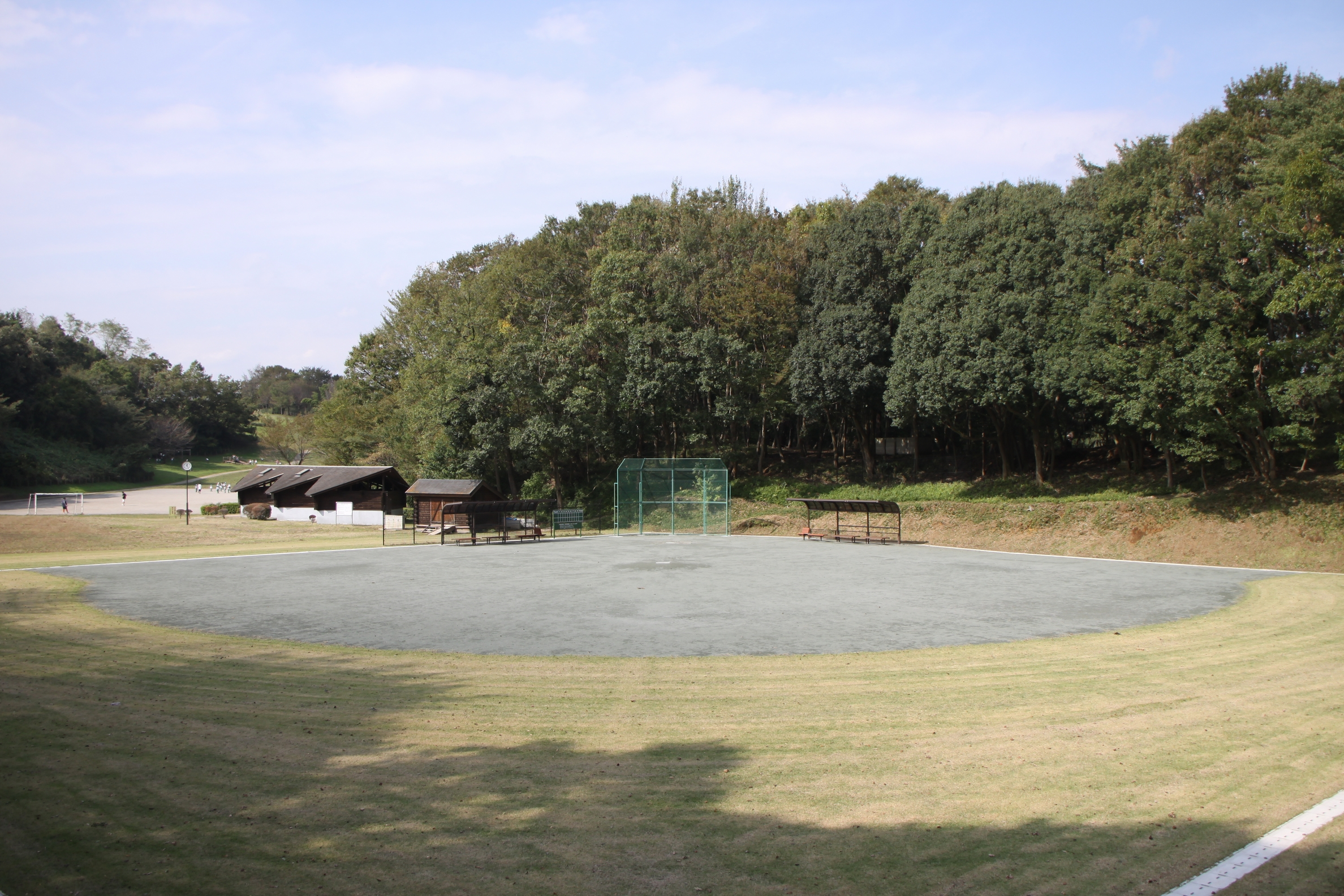
小野球場

  - 丹沢山系、富士山を望めるため関東の富士見百景に選ばれている[2]。
- ゲートボール場
- 小山田の谷
  - 溜池、上池、下池、小山田の池

梅木窪分園
- アサザ池
- うさぎ谷
- 吊橋

大久保分園
- トンボ池

山中分園
- よこやまの道

## 生物

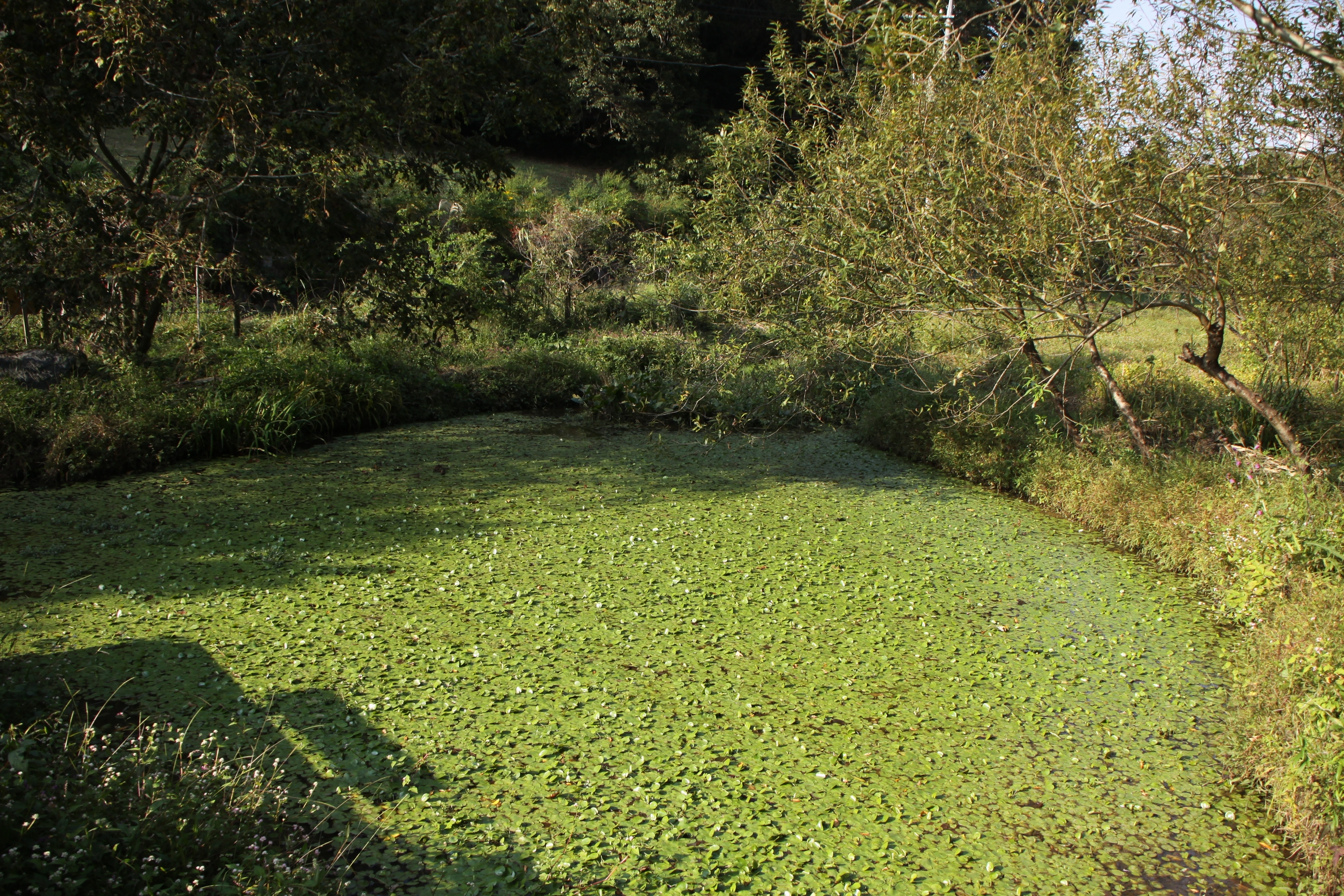
アサザ池

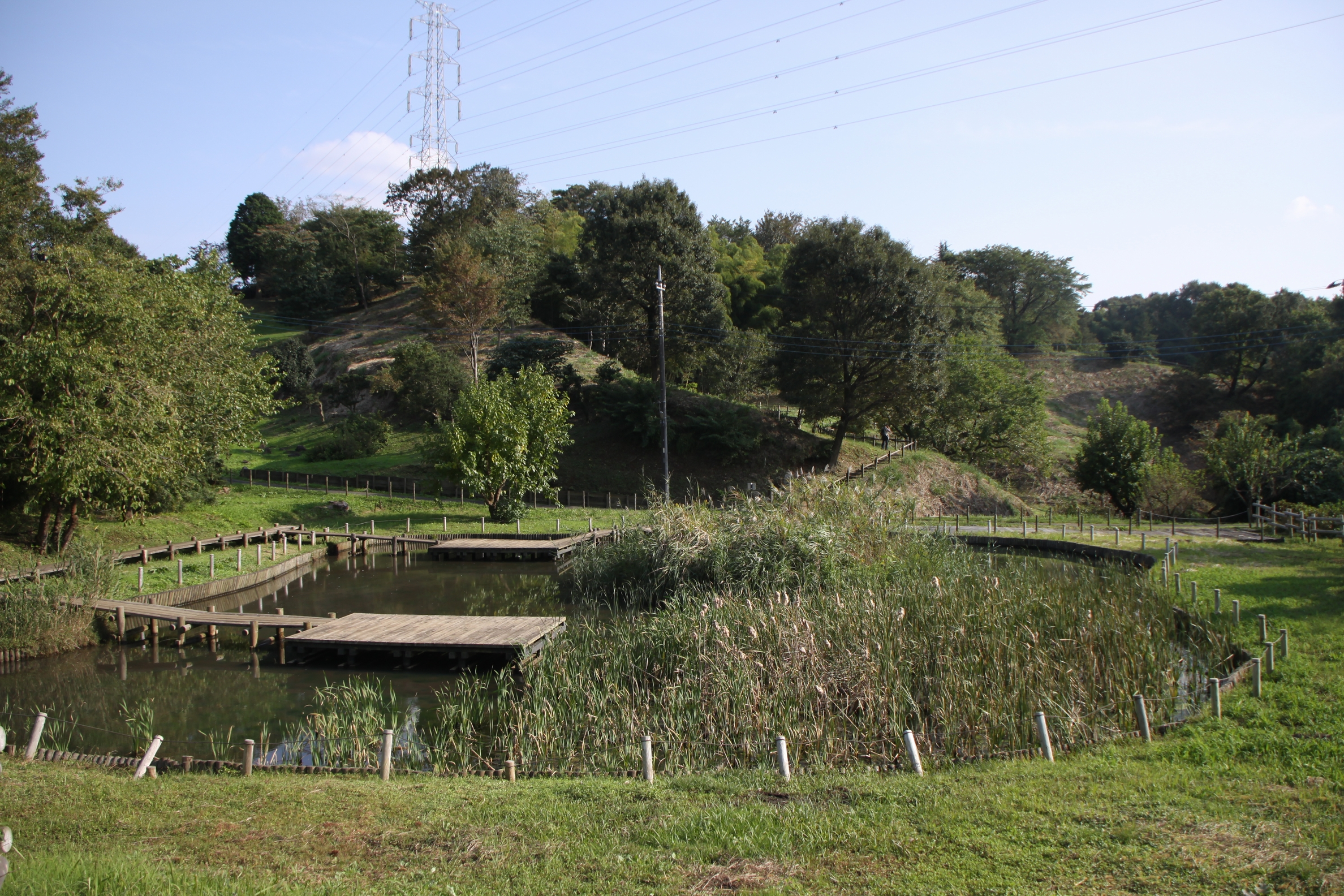
トンボ池

植物では絶滅危惧II類に指定されているトキホコリや準絶滅危惧に指定されているタコノアシが自生しているほか梅木窪分園のアサザ池にはアサザが移植されている。鳥類ではルリビタキ、ジョウビタキ、カワセミなどが生息している。他の植物としてはイチリンソウ、エノキ、クヌギ、コナラ、シラカシ、モウソウチク、カントウタンポポ、ススキなどが見られる。

## アクセス
- 駐車場あり、入園料無料。

本園・梅木窪分園
- 多摩センター駅 多43・多45系統 扇橋下車。徒歩15分
- 町田バスセンター 町27系統 大泉寺下車。徒歩10分

大久保分園
- 唐木田駅東 検証運行路線 大善倶楽部下車。徒歩5分（平日のみ）
- 町田バスセンター 町27系統 大泉寺下車。徒歩10分

山中分園
- 唐木田駅から徒歩10分
- 永山駅・多摩センター駅・唐木田駅 多摩市ミニバス東西線 大妻学院下車。徒歩5分
- 多摩センター駅 多43・多45系統 福祉センター下車。徒歩5分